# Molophilus promeces
Molophilus promeces là một loài ruồi trong họ Limoniidae. Chúng phân bố ở miền Australasia.